# Четврти рат дијадоха
Четврти рат дијадоха вођен је од 308. до 301. године п. н. е. Део је ратова дијадоха, а завршен је битком код Ипса и поразом Антигона Једнооког од стране коалиције.

## Рат
Након завршетка Трећег рата дијадиха, најопаснији Антигонов противник био је Птолемеј који је наставио да шири своје поседе у Сирији и Малој Азији. Антигон у помоћ позива Деметрија који опседа Птолемеја на Саламини. Након успешне опсаде, на Деметријеву страну прелази мноштво Птолемејевих војника. Антигон и Деметрије овладавају Егејским морем и узимају титуле базилеуса. И остали дијадоси повели су се њиховим примером те су у периоду од 306. до 305. године п. н. е. узели титуле базилеуса.
Индија је припала Селеуку. Међутим, индијски краљ Чандрагупта основао је у Индији, на територији Александрове државе Маурјанско царство која је обихватала области око Инда и Ганга. Селеук није успео да га спречи, али су се двојица владара нагодили. Склопљено је пријатељство, а Чандрагупта је имао обавезу да Селеуку пошаље 500 слонова.
Антигон предузима покушај освајања Египта, слично Пердикином у Првом рату дијадоха. Међутим, и поред огромне војске, то му није пошло за руком. Приликом преласка Нила, многи војници прешли су на египатску страну. То су били бивши Птолемејеви војници заробљени код Саламине. Антигон опседа Родос, средиште трговине са Египтом. Опсада Родоса спада међу најпознатије опсаде у антици. На крају је Антиох остварио делимичну победу; Родос је пристао да да таоце и уђе у савез са Антиохом, али је у рату са Птолемејем остао неутралан. Године 304. п. н. е. Касандар покушава да освоји Атину. Међутим, Атина је изградила нову флоту и успешно се одбранила. Деметрије напада Касандрову војску у Грчкој те Антигон и Деметрије постају господари средње Грчке У пролеће 302. године п. н. е. обновљен је Хеленски савез под истим условима у којима их је створио Филип 337. п. н. е.
У таквој ситуацији долази до стварања Четврте коалиције дијадоха против Антиоха. Чинили су је Касандар, Селеук, Птолемеј и Лизимах, а на Антигоновој страни остао је Хеленски савез. Лизимах је отпочео борбе у Малој Азији. Борбе су биле успешне по коалицију. Године 302. п. н. е. у Грчкој победу односи Касандар. Птолемеј и Селеук нападају Сирију. Овим приказом зараћених страна завршава се Диодорова историја. Следећи догађаји су мање познати. Није познато како је дошло до битке код Ипса (301. п. н. е.) која је одлучила рат. Обе војске биле су једнаке. Антигон и Деметрије имали су јачу пешадију, али су савезници имали више слонова. Победа савезника била је потпуна, а највећи број Антигонових војника је убијен. Била је то прва и једина битка коју је Антигон Једнооки изгубио. Битка код Ипса представља прекретницу у историји дијадоха. Антигонова држава подељена је међу победницима који више никада нису покушавали да обнове јединство Александровог царства.

## Последице
Иако поражен, Деметрије се није помирио са потпуним поразом. У наредних 15 година, Деметрије ће бити главни сејач немира. Иако му је копнена војска уништена, његова флота и даље је представљала значајне снаге. Односи међу победницима нису били пријатељски. Птолемеј је заузео територије у Сирији којих се није имао намере одрећи. Оне ће бити главни разлог ратова између Селеукида и Птолемејида у наредних 100 година. Након битке код Ипса, Атињани раскидају савез са Деметријем и склапају нови са Лизимахом. Селеук је водио рат и са Лизимахом који склапа савез са Птолемејем. Селеук оснива нову престоницу – Антиохију. Године 298. п. н. е. умире Касандар. Деметрије је искористио прилику и освојио Атину, а Касандарови синови, Александар и Антипатер, воде борбу за наслеђе Македоније. Александар позива у помоћ епирског краља Пира. У антици је Пир сматран једним од највећих војсковођа. Ханибал га је ставио испред себе и Сципиона. Деметрије 294. године п. н. е. убија Александра и постаје владар Македоније. Сем Македоније, Деметрије је држао велики део Грчке и Кикладе и располагао је војском већом од војске Филипа Великог. Међутим, главни противник био му је Пир Епирски кога никако није успевао да порази. Године 288. п. н. е. удружене војске Лизимаха, Пира и Птолемеја нападају Деметрија који је побегао из Македоније. Пир постаје македонски владар, а Лизимах и Птолемеј награђени су за своју помоћ. Деметрије бежи у Азију где га Селеук затвара у тамницу у којој је провео остатак живота. Године 284. п. н. е. Лизимах напада Пира Епирског који је принуђен да се склони у Епир. Лизимах осваја Македонију и постаје најмоћнији евро-азијски владар.
Последња велика битка између дијадоха вођена је 281. године п. н. е. код места Курупедиона између војски Селеука и Лизимаха. Победу односи Селеук. Лизимах је страдао у бици. Међутим, Селеука убија један од синова покојног Птолемеја I. Тиме су се окончали ратови дијадоха. Следећи владари хеленских држава прихватили су идеју о одвојеним државама.